# Куропаткина, Оксана Владимировна
Окса́на Влади́мировна Куропа́ткина (по мужу Зелено́ва; род. 29 августа 1984, Обнинск, Калужская область, СССР) — российский религиовед и переводчица

, специалист по протестантизму. Также изучает религиозные мотивы в массовой культуре и роль религии в обществе. Кандидат культурологии (2009), доктор образования (2024). Одна из авторов «Большой Российской энциклопедии» и «Православной энциклопедии» .

## Биография
Родилась 29 августа 1984 года в Обнинске.
В 2001 году окончила школу № 14 Обнинска.
В 2006 году с отличием окончила филологический факультет Московского педагогического государственного университета по кафедре русской литературы XX века по специальности «Учитель русского языка и литературы» с дополнительной специальностью «История».
В 2007 году с отличием окончила бакалавриат Библейско-богословского института святого апостола Андрея по специальности «теология».
В 2009 году окончила аспирантуру Центра изучения религий Российского государственного гуманитарного университета. В том же году в РГГУ под научным руководством доктора исторических наук, профессора А. С. Агаджаняна защитила диссертацию на соискание учёной степени кандидата культурологии по теме «Религиозная и социокультурная самоидентификация „новых“ пятидесятников в России» (специальность 24.00.01 — теория и история культуры); официальные оппоненты — кандидат философских наук Р. Н. Лункин и доктор философских наук, профессор И. Я. Кантеров; ведущая организация — Институт социологии РАН.
В апреле 2024 года закончила профессиональную докторантуру Российского нового университета, успешно защитила диссертацию и получила степень доктора образования (EdD in Religious Education).
Преподавала в Библейско-богословском институте святого апостола Андрея, Российской академии народного хозяйства и государственной службы при Президенте РФ, Российско-американском институте, Свято-Филаретовском православно-христианском институте.
С августа 2008 года — научный сотрудник, а с 2011 года — старший научный сотрудник Центра проблемного анализа и государственно-управленческого проектирования при Отделении общественных наук РАН.
С 2015 года — старший научный сотрудник Центра изучения и развития межкультурных отношений.
Одна из авторов проекта Izm.io.
С 2022 года - доцент кафедры истории религии Центра изучения религий Российского государственного гуманитарного университета. 

## Научные труды

### Монографии
- Якунин В. И., Сулакшин С. С., Симонов В. В., Багдасарян В. Э., Вилисов М. В., Куропаткина О. В., Нетесова М. С., Сазонова Е. С., Силантьев Р. А., Хвыля-Олинтер А. И., Ярутич А. Ю. Социальное партнерство государства и религиозных организаций. Монография. — М.: Научный эксперт, 2009. — 232 с. — ISBN 978-5-91290-040-2.
- Якунин В. И., Сулакшин С. С., Багдасарян В. Э., Бутко А. В., Вилисов М. В., Колесник И. Ю., Куропаткина О. В., Орлов И. Б., Сазонова Е. С., Ярутич А. Ю. Правовое противодействие расовой, национальной, религиозной дискриминации. Монография. — М.: Научный эксперт, 2009. — 224 с. — ISBN 978-5-91290-054-9.
- Сулакшин С. С., Бачурина Д. В., Вилисов М. В., Каримова Г. Г., Киш И. Р., Куропаткина О. В., Макурина Л. А., Сулакшина А. С. Благотворительность в России и государственная политика: Монография. — М.: Научный эксперт, 2013. — 224 с. — ISBN 978-5-91290-196-6.
- Куропаткина О. В. Религиозные общности в современной России и их консолидирующий потенциал. Труды Центра проблемного анализа. Выпуск 28. — М.: Научный эксперт, 2013.
- Куропаткина (Зеленова) О. В. Молодёжные субкультуры в современной России и их консолидирующий потенциал. Труды Центра проблемного анализа. Выпуск 30. — М.: Научный эксперт, 2014.
- Кара-Мурза С. Г., Куропаткина О. В. Нациестроительство в современной России. — М.: Научный эксперт, 2014.
- Кара-Мурза С. Г., Вершинин А. А., Каменский А. В., Куропаткина О. В. Украина: хроники кризисного общества. — М.: Научный эксперт, 2015.

### Статьи
- Куропаткина О. В. Неохаризматизм: часть пятидесятничества или новое религиозное движение? // Религиоведение. — 2008. — № 2. — С. 81—94.
- Куропаткина О. В. Религия и политика в современной России // Мир и политика. — 2010. — № 7 (46). — С. 86—91.
- Куропаткина О. В. С кем церковь на Украине? // Украина: хроники кризисного общества. — М.: Научный эксперт, 2015. — С. 23—30. — 224 с.
- Куропаткина О. В. Христиане после майдана // Украина: хроники кризисного общества. — М.: Научный эксперт, 2015. — С. 85—100. — 224 с.
- Куропаткина О. В. Церкви о ситуации на Юго-Востоке: острая фаза конфликта // Украина: хроники кризисного общества. — М.: Научный эксперт, 2015. — С. 120—136. — 224 с.
- Куропаткина О. В. Церкви в условиях конфликта на Украине: религия стала элементом двух противоборствующих проектов // Украина: хроники кризисного общества. — М.: Научный эксперт, 2015. — С. 187—211. — 224 с.

### Энциклопедии
на русском языке
- Гернгутеры : [арх. 2 октября 2022] / Куропаткина О. В. // Большая российская энциклопедия : [в 35 т.] / гл. ред. Ю. С. Осипов. — М. : Большая российская энциклопедия, 2004—2017.
- Мегацерковь : [арх. 6 октября 2022] / Куропаткина О. В. // Большая российская энциклопедия : [в 35 т.] / гл. ред. Ю. С. Осипов. — М. : Большая российская энциклопедия, 2004—2017.
- Неопротестантизм : [арх. 23 мая 2022] / Куропаткина О. В. // Большая российская энциклопедия : [в 35 т.] / гл. ред. Ю. С. Осипов. — М. : Большая российская энциклопедия, 2004—2017.
- Неохаризматизм : [арх. 17 августа 2022] / Куропаткина О. В. // Большая российская энциклопедия : [в 35 т.] / гл. ред. Ю. С. Осипов. — М. : Большая российская энциклопедия, 2004—2017.
- Оранжевый орден : [арх. 6 декабря 2022] / Куропаткина О. В. // Большая российская энциклопедия [Электронный ресурс]. — 2017.
- Протестантизм / Куропаткина О. В. // Большая российская энциклопедия [Электронный ресурс]. — 2017.
- Пятидесятники : [арх. 14 октября 2017] / Куропаткина О. В. // Пустырник — Румчерод. — М. : Большая российская энциклопедия, 2015. — С. 88—89. — (Большая российская энциклопедия : [в 35 т.] / гл. ред. Ю. С. Осипов ; 2004—2017, т. 28). — ISBN 978-5-85270-365-1.
- Социальный евангелизм : [арх. 2 сентября 2021] / Куропаткина О. В. // Социальное партнёрство — Телевидение. — М. : Большая российская энциклопедия, 2016. — С. 8. — (Большая российская энциклопедия : [в 35 т.] / гл. ред. Ю. С. Осипов ; 2004—2017, т. 31). — ISBN 978-5-85270-368-2.
- Таусен, Ханс : [арх. 3 января 2023] / Куропаткина О. В. // Большая российская энциклопедия [Электронный ресурс]. — 2020.
- Тюбингенская школа богословия : [арх. 21 октября 2022] / Куропаткина О. В. // Телевизионная башня — Улан-Батор [Электронный ресурс]. — 2016. — С. 608—609. — (Большая российская энциклопедия : [в 35 т.] / гл. ред. Ю. С. Осипов ; 2004—2017, т. 32). — ISBN 978-5-85270-369-9.
- Уайт, Эллен : [арх. 5 декабря 2022] / Куропаткина О. В. // Телевизионная башня — Улан-Батор [Электронный ресурс]. — 2016. — С. 642. — (Большая российская энциклопедия : [в 35 т.] / гл. ред. Ю. С. Осипов ; 2004—2017, т. 32). — ISBN 978-5-85270-369-9.
- Уайтфилд, Джордж : [арх. 19 октября 2022] / Куропаткина О. В. // Большая российская энциклопедия [Электронный ресурс]. — 2020.
- Уишарт, Джордж : [арх. 21 февраля 2023] / Куропаткина О. В. // Большая российская энциклопедия [Электронный ресурс]. — 2020.
- «Ученики Христа» : [арх. 5 декабря 2022] / Куропаткина О. В. // Большая российская энциклопедия [Электронный ресурс]. — 2020.
- Уэсли : [арх. 3 января 2023] / Куропаткина О. В. // Уланд — Хватцев [Электронный ресурс]. — 2017. — С. 166. — (Большая российская энциклопедия : [в 35 т.] / гл. ред. Ю. С. Осипов ; 2004—2017, т. 33). — ISBN 978-5-85270-370-5.
- Харизматическое движение : [арх. 3 октября 2022] / Куропаткина О. В. // Уланд — Хватцев [Электронный ресурс]. — 2017. — С. 769. — (Большая российская энциклопедия : [в 35 т.] / гл. ред. Ю. С. Осипов ; 2004—2017, т. 33). — ISBN 978-5-85270-370-5.
- «Христианская наука» : [арх. 23 ноября 2022] / Куропаткина О. В. // Большая российская энциклопедия [Электронный ресурс]. — 2020.
- Церковь объединения / Куропаткина О. В. // Хвойка — Шервинский [Электронный ресурс]. — 2017. — С. 315. — (Большая российская энциклопедия : [в 35 т.] / гл. ред. Ю. С. Осипов ; 2004—2017, т. 34). — ISBN 978-5-85270-372-9.
- Церковь Христа : [арх. 26 сентября 2022] / Куропаткина О. В. // Хвойка — Шервинский [Электронный ресурс]. — 2017. — С. 315. — (Большая российская энциклопедия : [в 35 т.] / гл. ред. Ю. С. Осипов ; 2004—2017, т. 34). — ISBN 978-5-85270-372-9.
- Штундизм : [арх. 17 октября 2022] / Куропаткина О. В. // Шервуд — Яя [Электронный ресурс]. — 2017. — С. 134. — (Большая российская энциклопедия : [в 35 т.] / гл. ред. Ю. С. Осипов ; 2004—2017, т. 35). — ISBN 978-5-85270-373-6.

на других языках
- Kuropatkina O. V. The “New” Pentecostals and the Russian “National Idea.” // Religion, State and Society. — Taylor & Francis, 2012. — № 40(1). — P. 133—144. — ISSN 0963-7494. — doi:10.1080/09637494.2012.672304.

- Райт Н. Т. Павел. Пастырские Послания. 1 и 2 Послания к Тимофею и Послание к Титу = Paul for Everyone: the Pastoral Letters: 1 and 2 Timothy, and Titus / Пер. с англ. О. В. Куропаткина. — М.: ББИ, 2008. — 180 с. — (Читая Библию). — 1500 экз. — ISBN 5-89647-193-9.

Научно-популярная литература
Верю - не верю. Книга о религиях для подростков https://samokatbook.ru/book/veryu-ne-veryu/